# Ларссон, Александр
Александр Ларссон (швед. Alexander Larsson; род. 14 января 2004) — шведский футболист, нападающий клуба «Сундсвалль».

## Клубная карьера
Начинал заниматься футболом в «Селонгере». 30 мая 2018 года в 14-летнем возрасте дебютировал за основной состав клуба в матче пятого шведского дивизиона. Летом того же года перешёл в академию  «Сундсвалля». В период выступления за молодёжную команду ездил на просмотры в итальянские «Милан», «Парму» и СПАЛ, а также к нему проявлял интерес один из немецких клубов. Первую игру за основной состав провёл 26 августа 2021 года против «Умео» в втором раунде кубка страны, заменив на 81-й минуте Линуса Халлениуса. Также провёл пять матчей в Суперэттане. По итогам сезона вместе с клубом занял вторую строчку турнирной таблице и завоевал право выступать в Алльсвенскане. Дебютировал в чемпионате страны 15 мая 2022 года в игре очередного тура с «Норрчёпингом», появившись на поле в концовке встречи вместо Рональдо Дамюса.

## Карьера в сборной
Выступал за сборную Швеции до 17 лет, в составе которой провёл 4 матча. 11 ноября 2021 года дебютировал за сборную до 19 лет в товарищеской игре с Ирландией, выйдя на 59-й минуте вместо Александроса Цотидиса.

## Достижения
Сундсвалль:
- Серебряный призёр Суперэттана: 2021

## Клубная статистика
| Выступление      | Выступление      | Выступление      | Лига | Лига | Кубки | Кубки | Конт. кубки | Конт. кубки | Итого | Итого |
| Клуб             | Лига             | Сезон            | Игры | Голы | Игры  | Голы  | Игры        | Голы        | Игры  | Голы  |
| ---------------- | ---------------- | ---------------- | ---- | ---- | ----- | ----- | ----------- | ----------- | ----- | ----- |
| Селонгер         | Дивизион 5       | 2018             | 1    | 0    | 0     | 0     | 0           | 0           | 1     | 0     |
| Селонгер         | Итого            | Итого            | 1    | 0    | 0     | 0     | 0           | 0           | 1     | 0     |
| Сундсвалль       | Суперэттан       | 2021             | 5    | 0    | 1     | 0     | 0           | 0           | 6     | 0     |
| Сундсвалль       | Алльсвенскан     | 2022             | 1    | 0    | 1     | 0     | 0           | 0           | 2     | 0     |
| Сундсвалль       | Итого            | Итого            | 6    | 0    | 2     | 0     | 0           | 0           | 8     | 0     |
| Всего за карьеру | Всего за карьеру | Всего за карьеру | 7    | 0    | 2     | 0     | 0           | 0           | 9     | 0     |